# 伊斯兰·阿巴索夫
伊斯兰·阿巴索夫（1996年3月24日—）是一名阿塞拜疆男子古典式摔跤运动员。阿巴索夫的家乡位于庫巴特雷區，他则在苏姆盖特长大。他的父亲同样从事摔跤，他也在8岁时开始练习摔跤。2017年，阿巴索夫在伊斯兰团结运动会上摘得男子85公斤级金牌，这是他的首个成年级综合运动会金牌。2019年6月，他出战欧洲运动会，在男子87公斤级项目上不敌乌克兰选手让·贝列纽克收获银牌。